# 3 Północnolubelska Brygada AL
3 Północnolubelska Brygada Armii Ludowej – związek partyzancki Armii Ludowej sformowany w lasach parczewskich w lipcu 1944 na bazie nowosformowanego 2 Batalionu AL.

## Historia brygady
Brygada sformowana została na początku lipca 1944 rozkazem dowódcy Obwodu II, ppłk Grzegorza Korczyńskiego ps. Korczyński. Jednostka była brygadą tylko z nazwy, de facto stanowiło ją kilka działających samodzielnie oddziałów w różnych częściach Lubelszczyzny, które miały zostać scalone z 2 baonem co przerwała gwałtowna operacja Armii Czerwonej i wyzwolenie ziemi lubelskiej.

## Trzon brygady – 2 Batalion AL
Trzonem brygady stał się 2 Batalion wydzielony z Brygady im. Kościuszki operujący w północnym regionie Obwodu Lubelskiego. Liczył ok. 130 partyzantów.
Dowódca brygady i batalionu:
- kpt. Jan Piątek

## Oddziały AL, które miały wejść do brygady
Oddział „Armaty”
- Dowódca: por. Aleksander Ligięza ps. „Grisza”, „Armata” (poległ 24.5.1945 r. w walce z NSZ na terenie pow. Puławskiego)

Oddział powstał we wrześniu 1941 z inicjatywy Józefa Ligięzy, od lutego 1942 w lesie, wkrótce potem scalił się z GL. Po śmierci Ligięzy 24 maja 1943 dowództwo przejął jego syn Aleksander (jeden z pierwszy odznaczonych Krzyżem Grunwaldu. Między majem a lipcem 1944 oddział wchodził w skład 1 Brygady po czym odkomenderowano go do nowo tworzonej 3 Brygady.
Oddział „Starego” (im. Feliksa Dzierżyńskiego)
(od, połowy 1942 r.)
- Dowódca: Konstanty Mastalerz ps. „Stary”

Powstał w maju 1942 na Zamojszczyźnie.
Oddział Specjalny Obdowu II
(od końca maja 1944 r.)
- Dowódca: por. Gustaw Alef-Bolkowiak ps. „Bolek”
- Z-ca d-cy ds. politycznych: por. Włodzimierz Gensiorski ps. „Anatoli” (poległ 12.7.1944 r. w Łaziskach pod Opolem Lubelskim w czasie ataku na zajęty przez Niemców folwark)

Oddział powstał w maju 1944, kadrę dowódczą objęli byli partyzanci 5 Batalionu im. Jana Hołoda, którzy oddzielili się od jednostki po bitwie rąblowskiej. Czasowo oddział podlegał 1 Brygadzie po czym odkomenderowano go do nowo tworzonej 3 Brygady. Liczył ok. 100 osób
Oddział dywersyjny „Bolka”
- Dowódca: por. Bolesław Drabik ps. „Bolek”, „Klonowiecki”

Powstała w czerwcu 1943, we wrześniu weszła w skład 6 Batalionu.
Oddział Straży Chłopskiej im. Bartosza Głowackiego
- Dowódca: st. sierż. Paweł Niewinny ps. „Bartosz”
- Oficer oświatowy: kpr. Władysław Kańczugowski ps.„Żwirko”
- Dowódca plutonu szturmowego: plut. Kazimierz Kmieć ps. „Kazik”

Oddział „Heńka Lubelaka”
- Dowódca: ppor. Henryk Szymański ps. „Heniek Lubelak”

Oddział „Małego Ryśka”
- Dowódca: ppor. Ryszard Płowaś ps. „Mały Rysiek” (siedemnastolatek, jeden z pierwszych oficerów[6] Krzyża Grunwaldu)

Wydzielony z 1 Brygady im. Ziemi Lubelskiej.
Oddział „Zająca”
- Dowódca:
  - sierż. Czesław Olszewski ps. „Zając” (poległ 22.7.1944 r. w Dzlerzkowicach pow. Kraśnik)
  - Jan Dorsz ps. „Jędruś” (po wyzwoleniu poległ w walce z antykomunistycznym podziemiem na terenie pow. Opole Lub.)

Wydzielony z 1 Brygady im. Ziemi Lubelskiej.
Oddzlal „Marynarza”
- Dowódca: sierż. Jan Owczarz ps. „Marynarz”

Polowa Szkoła Oficerska
- Komendant szkoły: por. Edward Jędrzejowski ps. „Baryka”

PSO umieszczono w lesie pod Ostrowem Lubelskim, otwarcie kursu miało miejsce 5 lipca, pluton szkolny podzielony na trzy drużyny liczył ok. 30 ludzi.
Pluton żandarmerii
- Dowódca: sierż. Jerzy Kilanowicz ps. „Maciej”
- Szef plutonu: Bazyli Abramiuk ps. „Dziadek”

Grupa „Murzyna”
- Dowódca: por. Ryszard Postowicz ps. „Murzyn”

Powstała w 1942 na bazie lubelskich kolejarzy. Początkowo do jej zadań należała: dywersja, wywiad, likwidacja kolaborantów, przerzut ludzi i broni do oddziałów leśnych, ochrona punktu radiowego w Lublinie. W lipcu 1944 przeszła do Lasów Parczewskich.
Grupa „Pilota”
- Dowódca: st. sierż. Jan Błażejczyk ps. „Pilot”

Grupa „Cygana”
- Dowódca: Gustaw Król ps. „Cygan”

Grupa „Kozaka”
- Dowódca — Jan Jakubczyk ps. „Kozak”

Oddział łącznikowy „Janowskiego”
- Dowódca: ppor. Andrzej Pajdo ps. „Andrzej”

Oddział PSzP przybyły w styczniu 1944 pod dowództwem Leona Kasmana.